# Greencastle (hrad)
Hrad Greencastle (též Green Castle) se nachází na břehu zátoky Carlingford v nejjižnější části hrabství Down v Severním Irsku (Spojené království Velké Británie a Severního Irska). Jedná se o zříceninu původně anglo-normanského hradu, který býval jednou z nejvýznamnějších pevností na území Ulsteru. Hrad Greencastle je evidován pod číslem  J2473 1184 na seznamu státem chráněných památek Spojeného království.

## Geografická poloha a popis
Greencastle leží v chráněné krajinné oblasti Mourne and Slieve Croob AONB (Area of Outstanding Natural Beauty).

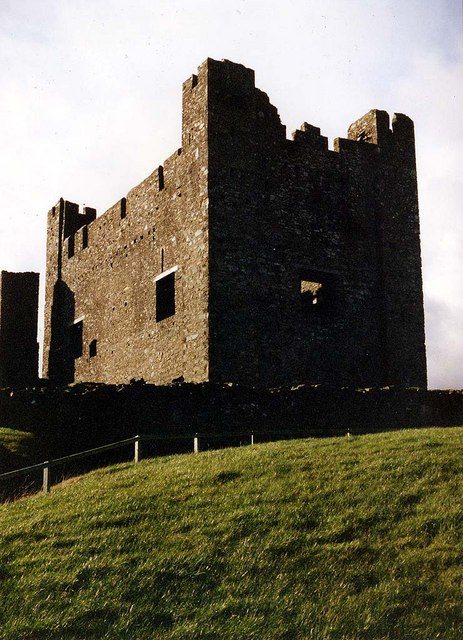
Hradní věž

Hradní zřícenině dominuje mohutná třípatrová obranná a obytná věž – donjon. Vnitřní prostory mají rozměry 18 x 8,5 metrů. Pevnost je obklopena 7 metrů širokým a 3,5 metrů hlubokým příkopem, vytesaným ve skále.
Hrad se nachází na jižním úpatí pohoří Mourne na území osady (angl. hamlet) Greencastle, jež je místní částí obce Kilkeel v districtu Newry and Mourne v historickém baronství Mourne v hrabství Down.
Greencastle leží na výběžku pevniny na severním břehu u vjezdu do zátoky Carlingford. Přístav Greenore na protějším jižním břehu v hrabství Louth v Irské republice je od Greencastlu vzdálen vzdušnou čarou zhruba 2 km.

## Historie
Hrad Greencastle nechal vybudovat ve 30. letech 13. století Hugh de Lacy, 1. hrabě z Ulsteru (před 1179–1242), syn Huga de Lacyho (1135–1186), pána z Meathu, jedné z vůdčích postav normanské invaze do Irska ve 12. století. Podle některých úvah ještě před vybudováním kamenného hradu v těchto místech stála dřevěná pevnost typu motte, kterou zde nechal postavit John de Courcy. V nejstarších latinských dokumentech byl hrad označován jako Viride Castrum. Greencastle spolu s hradem Carlingfordem (anglicky Carlingford Castle, též King John's Castle neboli Hrad krále Jana), který byl vybudován na protilehlém břehu, střežil vjezd do zátoky Carlingford Lough a tím i přístup do jižní oblasti Ulsteru.
V letech 1264–1333  spravoval hrad pro anglickou korunu Richard Og de Bourg, 2. hrabě z Ulsteru. Vzhledem ke strategické poloze byl hrad Greencastle cílem řady dobyvatelů při jejich taženích do Irska. Edward Bruce, mladší bratr skotského krále Roberta Bruce, během svého irského tažení v roce 1316 podnikl na hrad útok a dobyl jej.

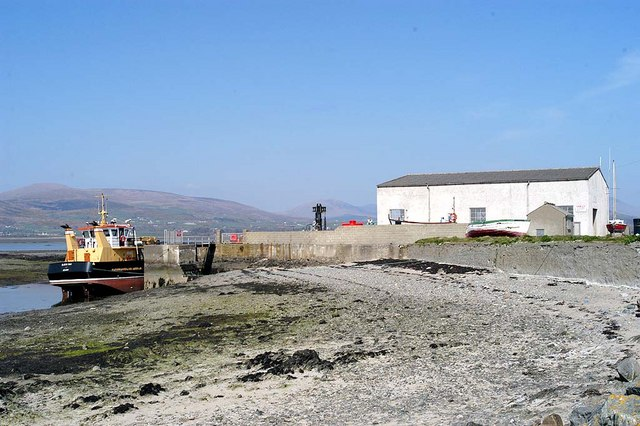
Přístav v Greencastlu

V průběhu 14. století přinejmenším dvakrát hrad dobyli Irové, avšak poté pevnost přešla opět pod anglickou vládu a byla až do 90. let 16. století sídlem anglické posádky. Během tažení Olivera Cromwella do Irska v letech 1549–1550 byl Greencastle poničen anglickým dělostřelectvem.
V roce 1552 byl Greencastle udělen siru Nicholasi Bagnallovi, maršálu Irského království (Marshal of Ireland).  Bagnallové zde pak sídlili po další tři generace. Později, v době, kdy panství převzal rod hrabat z Kilmorey, byl již hrad neobydlený a význam Greencastlu ustoupil do pozadí před rozvíjejícím se nedalekým přístavem Kilkeelem.
V 80. letech 19. století byl navržen projekt na výstavbu železnice do Greencastlu, avšak tento záměr nebyl nikdy realizován.

## Dostupnost
Hrad je přístupný veřejnosti v letní sezóně od 5. července do 2. října denně kromě pondělí v době od 10.00 do 17.00 hodin. Vstup není zpoplatněn.